# Newa-Polka
Newa-Polka, op. 288, är en polka-française av Johann Strauss den yngre. Den framfördes första gången den 22 september 1864 i Pavlovsk i Ryssland.

## Historia
Johann Strauss och hans hustru Jetty for på våren 1864 till Ryssland, där Strauss skulle påbörja sin nionde konsertsäsong i Pavlovsk utanför Sankt Petersburg. På vägen dit stannade de till i Berlin, där Strauss dirigerade det första framförandet av sin Verbrüderungs-Marsch (op. 287) som var tillägnad kung Wilhelm I av Preussen. När paret kom fram till Pavlovsk avhölls den första konserten i Vauxhall Pavilion den 5 maj. Det är möjligt att Strauss hade tagit med sig en ny polka från Wien, vilken han spelade som extranummer vid en konsert den 22 september. Titeln var Newa-Polka efter floden Neva utanför Sankt Petersburg och verket hade redan publicerats av Strauss förläggare Spina den 27 juli. Framsidan av klaverutdraget visar en vy över flodens vänstra strand med tsarens Vinterpalats i fonden. Den första utgåvan av polkan bär den franska dedikationen: "Dedité à Sa Majesté Catolique Isabella II. Reine d'Espagne par Jean Strauss" ('Tillägnad hennes katolska majestät Isabella II, Drottning av Spanien, av Johann Strauss') och kan ha varit ämnad för Spanien då ingen reklam gjordes för polkan i Wien förrän den 11 december 1864.
Anledningen till att Strauss tillägnade drottningen en polka är inte klarlagt. Isabella II verkar inte ha varit närvarande vare sig i Sankt Petersburg eller i Wien under 1864, men avsaknaden av distinkta ryska inslag i musiken gjorde polkan perfekt som gåva till en spansk regent. 35 år senare skulle polkan komma att ingå i musiken till Strauss operett Wiener Blut (1899), då i inledningen till Grevens aria ('Lied', Nr 9) ("Ais ich ward ihr Mann!".)

## Om polkan
Speltiden är ca 3 minuter och 47 sekunder plus minus några sekunder beroende på dirigentens musikaliska tolkning.